# Hochschule für Schauspielkunst Meiningen
Die Hochschule für Schauspielkunst Meiningen war eine Schauspielschule in der thüringischen Kreisstadt Meiningen.

## Geschichte
Die Hochschule für Schauspielkunst Meiningen wurde am 28. September 1919 gegründet und war dem Hof- und Landestheater Meiningen angegliedert. Initiator war der damalige Intendant Franz Ulbrich. Die Schauspielschule knüpfte an die große Tradition des Meininger Theaters bei der Erziehung und Ausbildung junger Schauspieleleven durch die Helene Freifrau von Heldburg, der Gemahlin von „Theaterherzog“ Georg II., Ende des 19. und Anfang des 20. Jahrhunderts an.
An der Hochschule für Schauspielkunst wurden die Fächer Rollenstudium, Lesen, Vortragekunst, Zusammenspiel, Mimik und Gebärdensprache gelehrt. Die Eleven zogen die Lehrer weiterhin zu öffentlichen Vorspielen und Inszenierungen am Theater heran. Als Hochschulblatt erschienen die „Dramaturgischen Blätter“ mit Originalbeiträgen bekannter Autoren und Theaterwissenschaftler. Zu den Dozenten und Lehrern gehörten unter anderen Franz Nachbaur, Martin Homburg, Fanny Stolzenberg, Margit Hellberg und Rudolf Fuchs.
Nach dem Weggang von Franz Ulbrich 1925 nach Weimar und dem Tod von Franz Nachbaur 1926 wurde der Hochschulbetrieb am Theater eingestellt und es fand nur noch privater Schauspielunterricht statt. Die Hochschule wurde daraufhin nach kurzer Existenz aufgelöst.

## Leitung
Hochschulleiter:
- 1919–1925 Franz Ulbrich
- 1925–1926 Franz Nachbaur

Künstlerischer Leiter: 
- 1919–1926 Erich Nowack

Geschäftliche Leiter: 
- Martin Homburg
- Carl Spieß

## Bekannte Absolventen
- Fritz Diez (1901–1979), Schauspieler und Regisseur
- Elisabeth Grümmer (1911–1986), Opernsängerin und Schauspielerin
- Ruth Hellberg (gebürtig Ruth Holl, 1906–2001), Schauspielerin und Synchronsprecherin

## Quelle
- Staatsarchiv Meiningen